# Orlando Berrío
Pour les articles homonymes, voir Berrio.
Orlando Enrique Berrío Meléndez, dit Orlando Berrío, né le 14 février 1991 à Carthagène des Indes en Colombie, est un footballeur international colombien, qui évolue au poste d'attaquant.

## Biographie

### Révélation à l'Atlético Nacional
Orlando Berrío commence le football au Expreso Rojo. En 2008, il rejoint l'Atlético Nacional. Le 22 février 2009, il fait ses débuts en Primera A contre le Deportes Quindío (défaite 1-0). La saison suivante, le 8 avril 2010, il inscrit son premier but en Primera A contre l'América Cali (victoire 2-0).
Il est très peu utilisé à l'Atlético Nacional. Le 3 janvier 2012, il est prêté aux Millonarios. Puis, le 3 août 2012, il est prêté aux Patriotas Boyacá pendant un an. 
Le 27 juillet 2016, il remporte la Copa Libertadores contre le club équatorien de l'Independiente del Valle sur le score cumulé de 2-1. Il termine deuxième de la Copa Sudamericana 2016 à la suite du crash de l'avion de l'équipe de Chapocoense. La CONMEBOL décerne le titre à Chapecoense.
En décembre 2016, il participe à la Coupe du monde des clubs de la FIFA au Japon, où il finit à la troisième place (s'inclinant en demi-finale face à Kashima Antlers et battant en petite finale le Club América),.
Avec le club de l'Atlético Nacional, Orlando Berrio dispute 20 matchs en Copa Libertadores, pour 5 buts inscrits, et 14 matchs en Copa Sudamericana, pour 3 buts inscrits.

### Carrière internationale
Orlando Berrío compte 3 sélections avec l'équipe de Colombie depuis 2016.
Le 26 août 2016, il est convoqué pour la première fois en équipe de Colombie par le sélectionneur national José Pékerman, pour des matchs des éliminatoires de la Coupe du monde 2018 contre le Venezuela et le Brésil, mais n'entre pas en jeu. 
Le 6 octobre 2016, il honore sa première sélection contre le Paraguay lors d'un match des éliminatoires de la Coupe du monde 2018. Il entre à la 82e minute de la rencontre, à la place de Juan Cuadrado. Le match se solde par une victoire 1-0 des Colombiens.

## Palmarès
- Avec l'Atlético Nacional
  - Champion de Colombie en Ouv. 2011, Cl. 2013, Ouv. 2014 et Cl. 2015
  - Vainqueur de la Copa Libertadores en 2016
  - Vainqueur de la Coupe de Colombie en 2013 et 2016
  - Vainqueur de la Superliga en 2016

 Flamengo
- Copa Libertadores en 2019
- Championnat du Brésil de football 2019
- Campeonato Carioca 2019

## Statistiques

### Statistiques en club
| Saison                | Club                  | Championnat           | Championnat | Championnat | Coupe(s) nationale(s) | Coupe(s) nationale(s) | Supercoupe | Supercoupe | Compétition(s) continentale(s) | Compétition(s) continentale(s) | Compétition(s) continentale(s) | Coupe du mondedes clubs | Coupe du mondedes clubs | Colombie | Colombie | Total | Total |
| Saison                | Club                  | Division              | M.          | B.          | M.                    | B.                    | M.         | B.         | Comp.                          | M.                             | B.                             | M.                      | B.                      | M.       | B.       | M.    | B.    |
| 2009                  | Atlético Nacional     | Primera A             | 22          | 0           | -                     | -                     | -          | -          | -                              | -                              | -                              | -                       | -                       | -        | -        | 22    | 0     |
| 2010                  | Atlético Nacional     | Primera A             | 11          | 5           | -                     | -                     | -          | -          | -                              | -                              | -                              | -                       | -                       | -        | -        | 11    | 5     |
| 2011                  | Atlético Nacional     | Primera A             | 10          | 4           | -                     | -                     | -          | -          | -                              | -                              | -                              | -                       | -                       | -        | -        | 10    | 4     |
| 2012                  | Millonarios (prêt)    | Primera A             | 12          | 0           | 5                     | 0                     | -          | -          | -                              | -                              | -                              | -                       | -                       | -        | -        | 17    | 0     |
| 2012                  | Patriotas (prêt)      | Primera A             | 10          | 2           | -                     | -                     | -          | -          | -                              | -                              | -                              | -                       | -                       | -        | -        | 10    | 2     |
| 2013                  | Patriotas (prêt)      | Primera A             | 7           | 2           | 3                     | 1                     | -          | -          | -                              | -                              | -                              | -                       | -                       | -        | -        | 10    | 3     |
| 2013                  | Atlético Nacional     | Primera A             | 16          | 4           | 2                     | 1                     | -          | -          | CS                             | 1                              | 0                              | -                       | -                       | -        | -        | 19    | 5     |
| 2014                  | Atlético Nacional     | Primera A             | 13          | 2           | 6                     | 1                     | 2          | 0          | CL+CS                          | 4+4                            | 1+1                            | -                       | -                       | -        | -        | 29    | 5     |
| 2015                  | Atlético Nacional     | Primera A             | 30          | 4           | 2                     | 0                     | -          | -          | CL                             | 4                              | 0                              | -                       | -                       | -        | -        | 36    | 4     |
| 2016                  | Atlético Nacional     | Primera A             | 25          | 9           | 4                     | 2                     | 1          | 0          | CL+CS                          | 12+9                           | 4+2                            | 2                       | 0                       | 3        | 0        | 56    | 17    |
| Total sur la carrière | Total sur la carrière | Total sur la carrière | 156         | 32          | 24                    | 5                     | 3          | 0          | -                              | 34                             | 8                              | 2                       | 0                       | 3        | 0        | 222   | 45    |